# Die Neue 107.7

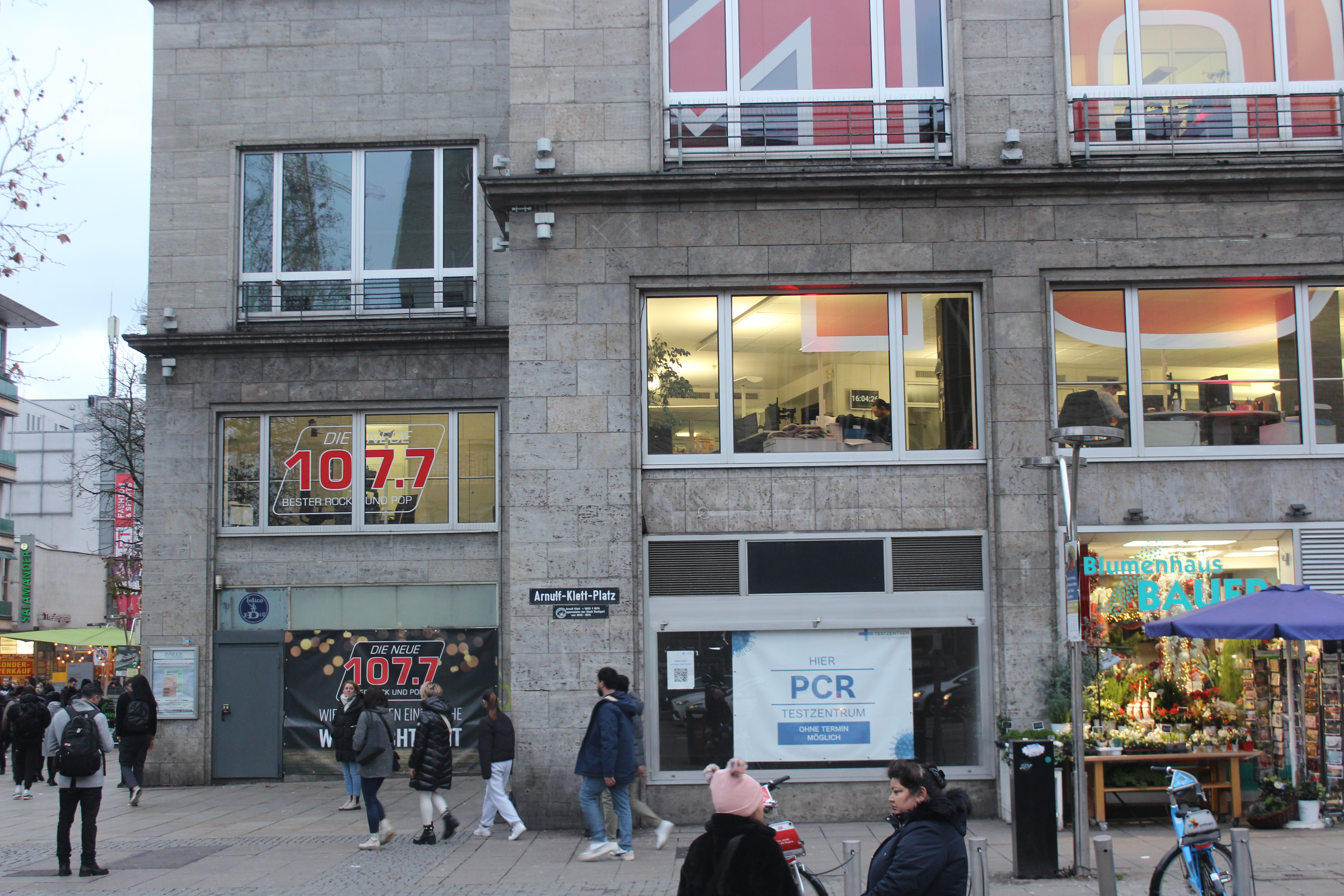
Redaktionsräume von Die Neue 107.7 in Stuttgart

Die Neue 107.7 (Eigenschreibweise in Großbuchstaben) ist ein privater Radiosender mit Sitz in Stuttgart. 
Bis zum Sendestart am 8. Juli 2002 war der Lokalsender als Stadtradio 107.7 in der Region Stuttgart bekannt. Durch den Namens- und Formatwechsel vollzog Die Neue 107.7 einen Imagewechsel weg vom Oldieformat hin zu „Bester Rock und Pop“, so der damalige Claim des Senders. Die musikalische Bandbreite reicht dabei von Rock und Pop aus den 70er Jahren bis hin zu aktuellen Songs. Den Schwerpunkt bilden die Songs und Interpreten aus den 80er und 90er Jahren.

## Musik
Der Radiosender spielt primär Rockmusik, etwa ab den 1980er-Jahren.

## Weitere Programme
Die Neue 107.7 bietet im Internet neben dem eigentlichen Radioprogramm weitere Streams an, die ein engeres Genre bedienen.

## Empfang & Sendegebiet
Das lizenzierte Sendegebiet umfasst die Landeshauptstadt Stuttgart und die Landkreise Esslingen und Göppingen, in denen der Sender terrestrisch empfangbar ist. Die namensgebende Hauptfrequenz 107,7 MHz kann durch die geografisch günstige Lage des Senderstandorts auf dem Stuttgarter Frauenkopf auch in weiten Teilen der Landkreise Böblingen, Ludwigsburg und Rems-Murr sowie darüber hinaus empfangen werden.
Seit Dezember 2014 ist Die Neue 107.7 über DAB+ landesweit zu empfangen. Außerdem bietet der Sender verschiedene Radio-Streams auf der Webseite an.
- Region Stuttgart
  - Stuttgart: 107,7 MHz
  - Rems-Murr-Kreis: 107,7 MHz
- Region Esslingen
  - Esslingen: 97,5 MHz über den Sender Esslingen (Zollberg)
  - Nürtingen: 106,8 MHz
  - Kirchheim unter Teck: 106,5 MHz
- Region Göppingen
  - Göppingen: 106,1 MHz
  - Geislingen an der Steige: 104,7 MHz
  - Gosbach: 107,4 MHz
- Region Heilbronn
  - Heilbronn: 107,7 MHz
- in weiten Teilen Baden-Württembergs über DAB+ auf Kanal 11B
- im analogen Kabelnetz in weiten Teilen des Großraums Stuttgart
- im digitalen Kabelnetz in ganz Baden-Württemberg (DVB-C)
- via Webradio
- über die Facebook-Seite von Die Neue 107.7[1]